# Семјон Јелистратов
Семјон Јелистратов (Уфа, 3. мај 1990) је руски брзи клизач на кратким стазама, олимпијски првак.
Русију је представљао на Олимпијским играма 2010. на 500м, 1000м и 1500м, али није успео да уђе у финале. На Олимпијским играма у Сочију 2014. освојио је златну медаљу са штафетом Русије. У Пјонгчангу 2018. где се такмичи под олимпијском заставом као део тима Олимпијски спортисти из Русије освојио је бронзу на 1500м. То је прва медаља на текућим играма за овај тим.
Са Светских првенстава има злато на 1500м из 2015. и сребро у штафети из 2013. Десетоструки је европски првак.